# Crocidosema obscura
Crocidosema obscura es una especie de mariposa del género Crocidosema, familia Tortricidae.
Fue descrita científicamente por Wollaston en 1879.